# Leonardo Gutiérrez
Leonardo Martín Gutiérrez (Marcos Juárez, Córdoba, 16 de mayo de 1978) es un exjugador de básquetbol argentino y actualmente entrenador en dicho deporte. 
Su último equipo como jugador fue Peñarol de Mar del Plata. Jugaba en la posición de ala pívot y es uno de los jugadores más ganadores de la Liga Nacional de Básquet de Argentina. En abril de 2017 anunció su retiro de la práctica profesional para el final de la temporada 2016-2017. El 13 de mayo de 2017 disputó su último partido como profesional. En 2017 inició su carrera como entrenador al tomar el cargo del primer equipo de Peñarol de Mar del Plata.
Disputó 133 partidos en la Selección de básquetbol de Argentina, 131 por torneos internacionales, siendo uno de los jugadores con más participaciones y títulos logrados en la historia del combinado albiceleste.
Leo Gutiérrez integró la denominada «generación dorada», la cual obtuvo grandes logros como la medalla de oro en los Juegos Olímpicos de Atenas en 2004, el subcampeonato del mundo en Indianápolis 2002, y los oros en el FIBA Diamond Ball 2008 y en los Campeonatos FIBA Américas de 2001 y de 2011, entre otros logros.
Además, es el máximo ganador en la Liga Nacional, donde alcanzó diez campeonatos cinco equipos distintos, con Olimpia de Venado Tuerto en 1996, con Atenas de Córdoba en tres ocasiones, 1999, 2002 y 2009, con Ben Hur de Rafaela en 2005, con Boca Juniors en 2007 y con Peñarol de Mar del Plata cuatro veces, en 2010, 2011, 2012 y 2014. En la misma liga, alcanzó los 1000 partidos jugados, una cifra que hasta ese momento solo ostentaba un jugador, Diego Osella. En el 2017 se convirtió en el jugador con más presencias en la competencia cuando superó los 1096 que había alcanzado Diego Osella.

## Historia

### Debut en Olimpia
Leonardo Gutiérrez debutó profesionalmente en Olimpia de Venado Tuerto el 10 de diciembre de 1993 con 15 años de edad ante Santa Paula de Gálvez en un encuentro correspondiente a la temporada 1993-94 de la Liga Nacional. En Olimpia disputó cinco temporadas, destacando la 1995-96 donde consiguieron el título.

### Primer paso por Atenas
En 1998 llega a Atenas de Córdoba, vigente campeón nacional, donde logra su segundo título a nivel personal, la Liga Nacional de 1999, jugando un promedio de 20 minutos por partido y marcando 6,37 puntos de promedio. Tras dos temporadas más en el club, en 2002 obtiene nuevamente la Liga Nacional con "el griego", jugando 35 minutos de promedio y marcando 15,57 puntos. Tras esta temporada, pasó al básquet europeo.

### Pasos por España y Colombia y retorno al país
Tras el campeonato de 2002 en Argentina y el ofrecimiento de un contrato por dos años de parte de Atenas, Leo pasó al Drac Inca, de Mallorca, equipo de la LEB Oro. En la LEB Oro 2002-03 el equipo terminó decimotercero de dieciséis y disputó un play-off para evitar el descenso, del cual se salvó. En su paso por ese equipo, Leo promedió 32 minutos jugados, 11,7 puntos, 4,1 rebotes y 1,1 asistencias. Aun así, esta sería su última temporada en el equipo.
Tras estar en Europa, desestimó una oferta de Atenas para volver a la Liga y se fue hacía Colombia, donde jugó para Paisas de Medellín, dirigido por Horacio Seguí. Allí estuvo hasta finalizada la temporada y en noviembre de 2003 volvió a Argentina.
Leo fichó por Obras Sanitarias en noviembre de 2003. En el equipo tachero disputó una sola temporada, llegando hasta las semifinales y perdiendo con Atenas, que posteriormente sería campeón.

### Juegos Olímpicos de Atenas 2004
Bajo el mando de Rubén Magnano, la selección Argentina se preparó para los Juegos Olímpicos de Atenas, y entre los convocados se encontraba Leonardo. El ala pívot había participado anteriormente en el Preolímpico de Puerto Rico en 2003, donde jugó cinco partidos, promediando 5 minutos por partido.
En el torneo mundial Leo no disputó más que 3 minutos en el segundo partido del seleccionado. Esta participación le valió, por parte de los hinchas de Peñarol de Mar del Plata, el sobrenombre en burla de cebador olímpico, haciendo alusión a que fue a los juegos olímpicos "a tomar mate". Incluso casi sin haber jugado, Leonardo es campeón olímpico y considerado parte de la generación dorada.

### Paso por Ben Hur

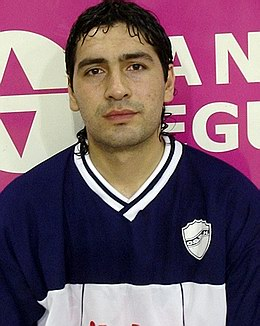
Foto de Leonardo cuando estuvo en Ben Hur.

Leo se mudó a Rafaela al comienzo de la temporada 2004-05 para fichar en Ben Hur, equipo que contaba con Julio Lamas como entrenador. Previamente había desestimado una oferta de Gimnasia de Comodoro Rivadavia. En esa primera temporada, con Leonardo como estandarte, el equipo se consagró campeón y él fue elegido como el jugador más valioso de la temporada, jugador más valioso de las finales e integró el equipo ideal de la liga.
En su segunda temporada en el equipo, disputó la Liga Sudamericana de Clubes 2006, donde fueron campeones con solo dos partidos perdidos en doce encuentros. En la final superaron al Ribeirão Preto COC de Brasil. Leonardo anotó 24 puntos para la primera consagración internacional del equipo. En la Liga Nacional, tras una gran fase regular con 32 victorias en 44 partidos, y ser el mejor equipo, la BH quedaría eliminada en semifinales por Gimnasia de Comodoro Rivadavia, equipo que más tarde sería campeón. En esa temporada, Leo fue nuevamente elegido como jugador más valioso de la misma.

### Paso por Boca Juniors
Tras ser el jugador más valioso de la temporada 2005-06, Leo dejó Ben Hur alegando motivos económicos y deportivos, y pasó al mercado siendo pretendido por Atenas, Peñarol, Regatas Corrientes y Boca Juniors, equipo al cual finalmente pasó.
Antes de comenzar la Liga Nacional, Leo integró la selección nacional que disputó el mundial de Japón 2006. El equipo superó la primera ronda con cinco victorias y llegó a las semifinales, donde cayó con España y posteriormente, en el partido por el tercer puesto, cayó ante Estados Unidos para finalizar cuarto. Leo jugó 4 partidos, con 29 minutos y 7 puntos marcados.
El paso de Leo por Boca comenzó con la disputa y consagración en la Copa Argentina 2006. Luego vino la Liga Nacional de Básquet 2006-07, donde el equipo logró la misma cantidad de victorias que derrotas, clasificando a la segunda edición del Torneo Súper 8, la cual se disputó en Neuquén. En ese torneo, Boca perdió la final ante Peñarol de Mar del Plata. Además, el jugador fue señalado de tener cierta responsabilidad en la salida del por aquel entonces entrenador. En la segunda fase del torneo, el equipo terminó tercero, clasificando a los cuartos de final. En esa instancia, el equipo venció a Ben Hur de Rafaela sin Leo en cancha que estuvo fuera por lesión. Más tarde derrotó a Libertad de Sunchales para llegar a la final ante Peñarol de Mar del Plata. En esa instancia, el equipo se vio vencedor y obtuvo el tercer título de la historia de Boca, y Leo obtuvo su quinto lauro en liga. Además, fue considerado el mejor jugador de esas finales, promediando 15.5 puntos.

### Segundo paso por Atenas
En junio de 2008 vuelve a Atenas de Córdoba en una apuesta del cuadro griego por volver a los principales planos de la Liga Nacional. El equipo cordobés comenzó la temporada disputando la Copa Argentina de Básquet 2008, donde logró ser campeón en una final disputada ante el anterior equipo de Leonardo, Boca Juniors. Luego vino la temporada 2008-09, donde el equipo, tras perder el primer encuentro, ganó de manera consecutiva los restantes trece de la primera fase para terminar primero y clasificando al Torneo Súper 8 2008. En ese torneo el griego llegó a las semifinales, cayendo ante Obras Sanitarias, equipo local. En la segunda fase, el equipo cordobés logró veinte victorias sobre treinta partidos, terminando primero y avanzando con ventaja de localía a los play-offs. En cuartos de final derrotó a Regatas Corrientes, en semifinales a Sionista de Paraná para llegar a la final ante Peñarol de Mar del Plata, al cual venció en seis encuentros y dio la vuelta en el Estadio Islas Malvinas de la ciudad bonaerense. Con este triunfo, el equipo logró su noveno título, mientras que Leonardo obtuvo su sexto título en Liga Nacional.

Me iba a sentir responsable si perdíamos la final, pero no me siento responsable por salir campeón. Acá fue el equipo el que jugó y el equipo fue el que absorbió la presión. Me siento orgulloso de formar parte de este equipo, estoy orgulloso pero no tengo ni más ni menos responsabilidad que el resto de mis compañeros.
Ni en pedo me quiero ir de Atenas. Rompí tanto las pelotas para volver a Córdoba y ahora no me quiero ir.
Leonardo Gutiérrez.

### Paso por Peñarol
Tras el campeonato de 2009 con Atenas y tener la renovación casi encaminada, Leonardo cambió de aires y firmó por dos temporadas para Peñarol de Mar del Plata. En esa temporada, el equipo marplatense disputó cuatro torneos, la Liga Nacional, la Copa Argentina, el Súper 8 2009 y la Liga de las Américas. El Súper 8 fue el primer lauro del equipo en la temporada, torneo en el cual Leonardo fue elegido como el jugador más valioso. Más tarde en la temporada, Peñarol se consagró en la Liga de las Américas, y terminó la temporada regular como el mejor equipo. Leonardo fue galardonado como el mejor jugador de la fase regular. Más tarde, el equipo se consagró campeón venciendo en la final a Atenas de Córdoba, anterior equipo de Leonardo, quien fue elegido como el mejor jugador de la serie final.
Entre agosto y septiembre de 2010, Leonardo integró la selección nacional que disputó el Mundial en Turquía. El conjunto nacional fue eliminado en cuartos de final, y jugó la definición del quinto al octavo puesto, logrando el quinto puesto. Leo jugó en promedio 15 minutos de los nueve juegos, marcando 7,1 puntos por juego y alcanzando 1,6 rebotes.
A su vuelta del mundial comenzó la temporada 2010-11 con la disputa de la Copa Argentina, torneo que Peñarol ganó. Más tarde, el equipo terminó primero en la zona sur y accedió al Súper 8 2010, donde fue subcampeón. En la fase regular de la Liga Nacional terminó segundo detrás de Obras Sanitarias y no accedió al Final Four de la Liga de las Américas. En dicha fase, Leo alcanzó la marca de 15 triples convertidos en un mismo partido.

Si es increíble, realmente cuando recorres las estadísticas y recordás el récord de la “Araña” (Zanazzi) lo veías muy lejos, y se dio, realmente se dio. Como se le dio a él ahora se me dio a mi y son cosas que pasan una vez en muchos partidos y en muchos años y ahora a disfrutarlo. También quiero felicitarlo a él por haber tenido un récord tantos años, por vestir también esta misma camiseta y conseguir ese récord con esta misma camiseta, así que son cosas que nos unen en algo.
Le dije a (Fernando) Martina: dejame tirar dos más para ver si las meto. Y me dice No, no, no, pero que se yo, no sé si me han dejado tirar o me defendieron duro, son otros tiempos también los jugadores tienen mucho orgullo y no le gusta que le pase esto que les pasó a ellos.
Leo sobre sus 15 triples.

Durante la fase regular, Leo superó la cifra de 10 000 puntos en Liga Nacional, siendo el decimotercer jugador en alcanzar esa cifra. Tras eliminar a Regatas Corrientes y Libertad en play-offs, Peñarol definió nuevamente la Liga ante Atenas de Córdoba y nuevamente fue campeón, con Leonardo elegido como el jugador más valioso de la serie final por segundo año consecutivo.

Costó más de lo esperado, pero al final festejamos otra vez y ante nuestra gente. Atenas no tenía nada que perder y salió a jugar con otra actitud. Nos complicó mucho y costó llevarnos el triunfo. Pero el equipo siguió jugando igual, con paciencia y sin entrar en la locura.
Leonardo Gutiérrez sobre el campeonato obtenido en 2011.

Pasada la temporada, no pudo sumarse al plantel del seleccionado argentino por una arritmia.
En la temporada 2011-12 de la Liga Nacional, Peñarol finalizó tercero en su zona y accedió al Súper 8, torneo disputado en Mar del Plata y que el equipo ganó. En la segunda fase el equipo terminó segundo detrás de Obras Sanitarias y se emparejó con Weber Bahía Estudiantes al cual eliminó en cinco juegos. En semifinales le ganó a Libertad de Sunchales en cuatro juegos y definió la Liga ante Obras Sanitarias, al cual derrotó en seis juegos y consiguió su tercer título consecutivo.
El año continuó con Leo convocado por el seleccionador Julio Lamas al equipo para los de Juegos Olímpicos de Londres 2012. En dicho certamen, participó en su tercer juego olímpico, esta vez jugando en los ocho juegos del equipo y alcanzando 89 minutos, en lo que marcó el cuarto puesto del seleccionado en el certamen. Leo promedió 5,1 puntos por partido.
En la temporada 2012-13 Peñarol disputó la pelea por el título nuevamente, terminando primero en la primera fase y tercero al cabo de la fase regular. En play offs se eliminó a Quimsa de Santiago del Estero en cuatro juegos y, en semifinales, cayó ante Lanús. Además disputó la Liga Sudamericana, llegando al «Final Four» donde terminó cuarto tras perder los tres juegos. En ese torneo continental Leo marcó 13,2 puntos en los nueve encuentros que jugó.
En la temporada 2013-14 Peñarol disputó la Liga Nacional, el Súper 8 y la Liga Sudamericana. Tras terminar segundo en la primera fase, accedió al Súper 8 del cual fue campeón. En el torneo continental el milrayitas llegó a las semifinales, donde quedó eliminado. Leonardo hizo 54 puntos en 6 partidos. Tras los dos torneos disputados tan solo quedó la liga por jugarse. Al quedar segundo el equipo accedió a cuartos de final de manera directa. Tras superar a Quilmes de Mar del Plata, Boca Juniors y Regatas Corrientes, Peñarol se proclamó campeón. Leonardo terminó el torneo con 890 puntos en 57 partidos.

#### Mundial de España 2014
Tras el campeonato de Liga Nacional se sumó al equipo nacional para participar del Mundial en España. Argentina integró el grupo B, el cual superó con 3 victorias y 2 derrotas, y en octavos de final se enfrentó con Brasil, que ganó el encuentro y eliminó al combinado albiceleste. Leonardo terminó con un promedio de 16,5 minutos y 5,3 puntos. Una vez finalizado el torneo anunció su retiro del combinado nacional.
En la temporada 2014-15 el equipo disputó La Liga, el Súper 8 y la Liga de las Américas. En el Súper 8 el equipo quedó eliminado en semifinales, mientras que en el torneo continental llegó al final four. Tras superar el Grupo A disputado en Brasil, y el Grupo F de semifinales jugado como local, el equipo cayó en el primer juego del Final Four y perdió después el partido por el tercer puesto. Leonardo fue incluido en el quinteto ideal de la primera fase y líder en tiros de tres puntos. En La Liga el equipo terminó tercero y fue eliminado ante el segundo mejor Gimnasia Indalo en cuartos de final.

#### Retiro de la selección nacional
El 5 de julio de 2015 se retiró del seleccionado nacional disputando un partido amistoso en el Polideportivo Islas Malvinas ante el combinado uruguayo. En ese encuentro el combinado argentino venció 67 a 51.

Los recuerdos más hermosos que guardo con esta camiseta son los del campeonato Mundial 2002, la medalla de oro en los Juegos Olímpicos y el tercer puesto en Beijing 2008.
Leonardo Gutiérrez.

En la temporada 2015-16 protagonizó una trifulca con jugadores de San Lorenzo de Buenos Aires tras recibir una falta de Roquez Johnson y que involucró a Segio Hernández, entrenador de Peñarol y varios jugadores más que luego fueron expulsados. Tras el incidente, Leonardo fue sancionado con cuatro fechas de inactividad y una multa de 36 000 pesos.
El 22 de marzo de 2016, jugando ante San Martín de Corrientes de visistante, Leonardo alcanzó la cifra de 14 000 puntos en Liga Nacional, convirtiéndose en ese momento en el tercer jugador con mayor cantidad de puntos tras Héctor «pichi» Campana y Julio Ariel Rodríguez.

Es algo muy lindo para mí, pero no es algo que me llene porque me llenan más los logros grupales. Esto se lo agradezco a todos los compañeros que tuve y tengo durante toda mi carrera.
Los chicos me insisten para que no me retire. El “Chapu” Nocioni me manda whatsapp a cada rato… pero la verdad es que este año me costó mucho jugar la Liga después del Mundial y no lo podía estirar más. Disfruté cada minuto y soy un agradecido de haber vestido la camiseta argentina.
Leonardo Gutiérrez.

Durante esa misma temporada, transcurrido el primer partido de semifinales de conferencia, Leo se resintió de una lesión que lo marginó de disputar el resto de la serie. Sin él en cancha, Peñarol quedó eliminado.

#### Récord de presencias en La Liga
En junio de 2016 volvió a renovar con el equipo marplatense por un año más. Al comenzar la misma se rumoreó que podría ser la última temporada profesional del jugador. Además, Leo estaría pronto a romper una marca más, la del jugador con más partidos jugados, ya que arrancó la temporada cerca de los 1096 de Diego Osella. En enero de 2017 sufrió un desgarro, que lo marginó de las canchas hasta el 20 de febrero. El 26 de marzo de 2017 y ante Quimsa en Santiago del Estero alcanzó la cifra de 1096 partidos jugados dentro de la Liga Nacional, marca que solo logró Diego Osella. Dos días más tarde y ante Ciclista Olímpico superó la marca y se convirtió en el jugador con más partidos jugados en la Liga Nacional. Al equipo aún le restaban por jugar 10 partidos en la fase regular.

Esto es increíble, agradezco a Olímpico, a La Liga, y a todos aquellos que me enseñaron cosas del básquet. Gracias a todos ustedes por este hermoso reconocimiento
Leonardo Gutiérrez.

#### Retiro
El 24 de abril de 2017 y con cuatro partidos por disputar en la temporada regular con Peñarol, anunció su retiro de la práctica profesional al finalizar la misma. El anuncio se hizo en la sede del club marplatense en una conferencia de prensa brindada por el jugador. El mismo día se confirmó un encuentro en homenaje al jugador como partido de despedida para el 29 de julio en el Polideportivo Islas Malvinas.

Es el momento de decirle basta a este deporte que me dio tanto. Llegué a este momento dejándolo todo y le estoy sumamente agradecido al básquet. Realmente no tengo palabras para describir lo que es jugar al básquet profesional y la Liga, estoy sumamente feliz de haber llegado hasta acá.
Tuve el privilegio de jugar con una camada de ganadores, que nos dieron todo a nuestro básquet. Tiraron para un mismo lado, sacando de lugar los egos personales, por eso Argentina estuvo a tope de todos los campeonatos durante los últimos quince años, no solo por nombres, sino también por el compromiso y el sacrificio que hacíamos día a día para competir.
Leonardo Gutiérrez.

El 13 de mayo disputó su último partido profesional. Fue en una nueva edición del Clásico Peñarol-Quilmes donde ganó el milrayitas. En julio de 2017 fue su partido despedida.

### Inicio como entrenador
Tras su retiro como jugador se hizo cargo del primer equipo de Peñarol.

## Trayectoria
Como jugador
1993-1998:  Olimpia (Venado Tuerto) (Liga Nacional de Básquet)
1998-2002:  Atenas (Liga Nacional de Básquet)
2002-2003:  Drac Inca (LEB Oro)
2003:  Paisas de Antioquia
2003-2004:  Obras Sanitarias (Liga Nacional de Básquet)
2004-2006:  Ben Hur (Liga Nacional de Básquet)
2006-2008:  Boca Juniors (Liga Nacional de Básquet)
2008-2009:  Atenas (Liga Nacional de Básquet)
2009-2017:  Peñarol (Liga Nacional de Básquet)
Como entrenador
2017-2019:  Peñarol (Liga Nacional de Básquet)
desde 2019:  Ciclista Olímpico (Liga Nacional de Básquet)

## Estadísticas

### Como jugador

#### En clubes
| Equipo             | Temporada/ Torneo     | PJ | Pts  | Min    | Dobles | Dobles | Triples | Triples | Libres | Libres | Rebotes | Rebotes | As  |
| Equipo             | Temporada/ Torneo     | PJ | Pts  | Min    | C      | L      | C       | L       | C      | L      | Def     | Of      | As  |
| ------------------ | --------------------- | -- | ---- | ------ | ------ | ------ | ------- | ------- | ------ | ------ | ------- | ------- | --- |
| Olimpia (VT)       | LNB 1993-94           | 3  | 2    | 6      | 1      | 1      | —       | —       | 0      | 1      | 1       | 0       | —   |
| Olimpia (VT)       | LNB 1994-95           | 12 | 9    | 48     | 4      | 9      | —       | —       | 1      | 4      | 7       | 1       | 3   |
| Olimpia (VT)       | Sudamericano 1994     |    |      |        |        |        |         |         |        |        |         |         |     |
| Olimpia (VT)       | Panamericano 1994     |    |      |        |        |        |         |         |        |        |         |         |     |
| Olimpia (VT)       | LNB 1995-96           | 54 | 97   | 502    | 43     | 86     | 0       | 2       | 11     | 22     | 67      | 31      | 11  |
| Olimpia (VT)       | LNB 1996-97           | 48 | 321  | 1040   | 113    | 223    | 5       | 14      | 80     | 122    | 137     | 72      | 27  |
| Olimpia (VT)       | LSC 1996              |    |      |        |        |        |         |         |        |        |         |         |     |
| Olimpia (VT)       | Intercontinental 1996 | 3  | —    | 7      | —      | —      | —       | —       | —      | —      | —       | —       | —   |
| Olimpia (VT)       | LNB 1997-98           | 52 | 631  | 1953   | 248    | 510    | 6       | 24      | 117    | 171    | 244     | 110     | 50  |
| Olimpia (VT)       | LSC 1997              |    |      |        |        |        |         |         |        |        |         |         |     |
| Atenas             | LNB 1998-99           | 58 | 370  | 1258   | 146    | 270    | 5       | 16      | 63     | 84     | 146     | 49      | 41  |
| Atenas             | LNB 1999-00           | 56 | 283  | 1137   | 113    | 222    | 2       | 13      | 51     | 70     | 140     | 50      | 41  |
| Atenas             | LSC 1999              |    |      |        |        |        |         |         |        |        |         |         |     |
| Atenas             | LNB 2000-01           | 49 | 738  | —      | 150    | 275    | 120     | 261     | 78     | 123    | 228     | 58      | 68  |
| Atenas             | LSC 2000              |    |      |        |        |        |         |         |        |        |         |         |     |
| Atenas             | LNB 2001-02           | 56 | 872  | 1691   | 231    | 458    | 89      | 236     | 143    | 176    | 267     | 50      | 56  |
| Atenas             | LSC 2001              |    |      |        |        |        |         |         |        |        |         |         |     |
| Drac Inca          | LEB Oro 2002-03       | 34 | 397  | 1085   | 62     | 171    | 80      | 208     | 33     | 46     | 111     | 27      | 36  |
| Paisas de Medellín |                       |    |      |        |        |        |         |         |        |        |         |         |     |
| Obras Sanitarias   | LNB 2003-04           | 46 | 870  | 1548   | 160    | 272    | 142     | 312     | 124    | 159    | 230     | 45      | 99  |
| Ben Hur            | LNB 2004-05           | 55 | 1040 | 1753   | 193    | 382    | 144     | 356     | 222    | 279    | 291     | 42      | 96  |
| Ben Hur            | LNB 2005-06           | 45 | 754  | 1406   | 145    | 303    | 114     | 316     | 122    | 168    | 281     | 33      | 125 |
| Ben Hur            | Súper 8 2005          |    |      |        |        |        |         |         |        |        |         |         |     |
| Ben Hur            | Sudamericano 2005     |    |      |        |        |        |         |         |        |        |         |         |     |
| Ben Hur            | LSC 2006              |    |      |        |        |        |         |         |        |        |         |         |     |
| Boca Juniors       | LNB 2006-07           | 57 | 1047 | 1743   | 188    | 400    | 164     | 426     | 179    | 227    | 227     | 37      | 116 |
| Boca Juniors       | Súper 8 2006          |    |      |        |        |        |         |         |        |        |         |         |     |
| Boca Juniors       | Sudamericano 2006     |    |      |        |        |        |         |         |        |        |         |         |     |
| Boca Juniors       | LNB 2007-08           | 48 | 993  | 1489   | 169    | 331    | 169     | 401     | 148    | 182    | 301     | 37      | 108 |
| Boca Juniors       | Súper 8 2007          |    |      |        |        |        |         |         |        |        |         |         |     |
| Boca Juniors       | LdA 2007-08           | 3  | 54   | 97     | 7      | 21     | 9       | 27      | 13     | 19     | 11      | 4       | 5   |
| Boca Juniors       | Sudamericano 2007     | 5  | 98   | 152    | 16     | 32     | 17      | 41      | 15     | 20     | 26      | 5       | 9   |
| Boca Juniors       | LSC 2008              | 9  | 263  | 159    | 23     | 47     | 26      | 72      | 35     | 44     | 34      | 12      | 17  |
| Atenas             | LNB 2008-09           | 53 | 705  | 1423   | 109    | 229    | 118     | 335     | 133    | 182    | 239     | 29      | 67  |
| Atenas             | Súper 8 2008          |    |      |        |        |        |         |         |        |        |         |         |     |
| Peñarol            | LNB 2009-10           | 54 | 846  | 1652   | 114    | 264    | 149     | 387     | 171    | 209    | 260     | 30      | 87  |
| Peñarol            | Súper 8 2009          |    |      |        |        |        |         |         |        |        |         |         |     |
| Peñarol            | LdA 2009-10           | 5  | 60   | 157    | 7      | 19     | 13      | 36      | 7      | 11     | 20      | 2       | 15  |
| Peñarol            | InterLigas 2010       | 4  | —    | —      | —      | —      | —       | —       | —      | —      | —       | —       | —   |
| Peñarol            | LNB 2010-11           | 55 | 858  | 1676   | 107    | 246    | 173     | 453     | 125    | 162    | 242     | 33      | 92  |
| Peñarol            | Súper 8 2010          | 3  | 55   | 87:42  | 6      | 13     | 12      | 28      | 7      | 8      | 7       | 1       | 4   |
| Peñarol            | LdA 2010-11           | 6  | 109  | 193    | 11     | 23     | 26      | 63      | 9      | 10     | 28      | 3       | 8   |
| Peñarol            | InterLigas 2011       |    |      |        |        |        |         |         |        |        |         |         |     |
| Peñarol            | LNB 2011-12           | 59 | 857  | 1912   | 97     | 217    | 185     | 519     | 108    | 54     | 213     | 35      | 98  |
| Peñarol            | Súper 8 2012          | 1  | 5    | 36:01  | 1      | 5      | 1       | 6       | 0      | 0      | 5       | 0       | 5   |
| Peñarol            | LNB 2012-13           | 48 | 721  | 1633   | 89     | 188    | 145     | 399     | 108    | 147    | 178     | 26      | 92  |
| Peñarol            | LSC 2012              | 9  | 119  | 248    | 12     | 22     | 26      | 70      | 17     | 25     | 38      | 4       | 11  |
| Peñarol            | InterLigas 2012       |    |      |        |        |        |         |         |        |        |         |         |     |
| Peñarol            | LNB 2013-14           | 57 | 890  | 1749   | 88     | 204    | 191     | 502     | 141    | 176    | 226     | 43      | 97  |
| Peñarol            | Súper 8 2013          | 3  | 42   | 102:24 | 2      | 7      | 12      | 37      | 2      | 2      | 12      | 4       | 0   |
| Peñarol            | LSC 2013              | 6  | 54   | 154    | 6      | 14     | 13      | 50      | 3      | 8      | 20      | 4       | 13  |
| Peñarol            | LNB 2014-15           | 49 | 597  | 1306   | 71     | 171    | 120     | 340     | 95     | 138    | 35      | 236     | 53  |
| Peñarol            | Súper 8 2014          |    |      |        |        |        |         |         |        |        |         |         |     |
| Peñarol            | LdA 2015              | 8  | 104  | 218    | 10     | 27     | 24      | 64      | 12     | 18     | 29      | 9       | 9   |
| Peñarol            | LNB 2015-16           | 52 | 609  | 1528   | 53     | 125    | 138     | 380     | 89     | 121    | 166     | 26      | 105 |
| Peñarol            | LNB 2016-17           | 40 | 421  | 873    | 36     | 99     | 94      | 265     | 67     | 82     | 122     | 16      | 67  |

#### En selección nacional
| Equipo                     | Torneo                     | PJ  | Pts | Min  | Dobles | Dobles | Triples | Triples | Libres | Libres | Rebotes | Rebotes | As  |
| Equipo                     | Torneo                     | PJ  | Pts | Min  | C      | L      | C       | L       | C      | L      | Def     | Of      | As  |
| -------------------------- | -------------------------- | --- | --- | ---- | ------ | ------ | ------- | ------- | ------ | ------ | ------- | ------- | --- |
| Selección U-22             | Mundial 1997               | 8   | 44  | 186  | 20     | 39     | 0       | 0       | 4      | 10     | 21      | 12      | 6   |
| Selección Junior           | Mundial 1995               | 8   | 28  | 155  | 9      | 21     | 0       | 1       | 10     | 16     | 13      | 7       | 1   |
| Argentina                  | Sudamericano 1999          | 5   | 44  | 97   | 18     | 23     | 0       | 1       | 8      | 12     | 26      | 26      | 1   |
| Argentina                  | FIBA Américas 1999         | 10  | 68  | 254  | 27     | 47     | 1       | 2       | 11     | 13     | 31      | 31      | 10  |
| Argentina                  | Panamericanos 1999         | 5   | 39  | 123  | 12     | 25     | 0       | 1       | 15     | 20     | 22      | 22      | 5   |
| Argentina                  | Sudamericano 2001          | 9   | 67  | 194  | 16     | 29     | 6       | 24      | 17     | 22     | 42      | 42      | 9   |
| Argentina                  | FIBA Américas 2001         | 10  | 59  | 153  | 7      | 15     | 13      | 31      | 6      | 8      | 24      | 24      | 2   |
| Argentina                  | Mundial 2002               | 5   | 11  | 39   | 1      | 3      | 3       | 9       | 0      | 0      | 5       | 0       | 4   |
| Argentina                  | Sudamericano 2003          | 6   | 25  | 82   | 3      | 9      | 6       | 17      | 1      | 2      | 9       | 8       | 11  |
| Argentina                  | FIBA Américas 2003         | 5   | 26  | 57   | 7      | 10     | 3       | 11      | 3      | 5      | 4       | 2       | 6   |
| Argentina                  | Sudamericano 2004          | 6   | 102 | 157  | 15     | 24     | 21      | 37      | 9      | 9      | 15      | 10      | 5   |
| Argentina                  | FIBA Diamond Ball 2004     | 3   |     |      |        |        |         |         |        |        |         |         |     |
| Argentina                  | JJOO Atenas 2004           | 1   | 0   | 3    | —      | —      | 0       | 1       | 1      | —      | —       | —       | —   |
| Argentina                  | FIBA Américas 2005         | 10  | 94  | 210  | 14     | 28     | 21      | 68      | 4      | 8      | 18      | 5       | 14  |
| Argentina                  | Sudamericano 2006          | 4   | 37  | 94   | 5      | 8      | 9       | 24      | 0      | 2      | 13      | 1       | 2   |
| Argentina                  | Mundial 2006               | 4   | 7   | 29   | 2      | 3      | 1       | 9       | 0      | 0      | 3       | 0       | 1   |
| Argentina                  | FIBA Américas 2007         | 9   | 73  | 134  | 9      | 14     | 18      | 42      | 1      | 1      | 18      | 4       | 3   |
| Argentina                  | FIBA Diamond Ball 2008     | 3   |     |      |        |        |         |         |        |        |         |         |     |
| Argentina                  | JJOO Pekín 2008            | 6   | 17  | 60   | 1      | 3      | 5       | 15      | 0      | 0      | 4       | 0       | 5   |
| Argentina                  | FIBA Américas 2009         | 10  | 86  | 196  | 2      | 15     | 26      | 61      | 4      | 6      | 18      | 2       | 5   |
| Argentina                  | Mundial 2010               | 9   | 64  | 142  | 3      | 5      | 19      | 44      | 1      | 3      | 13      | 1       | 6   |
| Argentina                  | Sudamericano 2012          | 5   | 65  | 119  | 3      | 7      | 19      | 37      | 2      | 3      | 15      | 1       | 12  |
| Argentina                  | Mundial 2014               | 6   | 32  | 99   | 1      | 3      | 10      | 32      | 0      | 0      | 9       | 1       | 7   |
| Totales en selección mayor | Totales en selección mayor | 131 | 917 | 2242 | 164    | 313    | 181     | 466     | 82     | 114    | 325     | 325     | 108 |

### Como entrenador
| Equipo  | Torneo        | Temporada regular | Temporada regular | Temporada regular | Play-offs | Play-offs | Play-offs | Totales | Totales | Totales |
| Equipo  | Torneo        | PG                | PP                | %                 | PG        | PP        | %         | PG      | PP      | %       |
| ------- | ------------- | ----------------- | ----------------- | ----------------- | --------- | --------- | --------- | ------- | ------- | ------- |
| Peñarol | Súper 20 2017 | 3                 | 5                 | 37,5              | 0         | 2         | 0         | 3       | 10      | 30,0    |
| Peñarol | LNB 2017-18   | 14                | 24                | 36,8              | 1         | 3         | 25,0      | 15      | 27      | 35,7    |
| Peñarol | Súper 20 2018 | 6                 | 2                 | 75,0              | 1         | 2         | 33,3      | 7       | 4       | 63,6    |
| Peñarol | LNB 2018-19   | 14                | 24                | 36,8              | —         | —         | —         | 14      | 24      | 36,8    |
| Peñarol | Totales       | 37                | 55                | 40,2              | 2         | 7         | 22,2      | 39      | 65      | 37,5    |

## Palmarés

### En clubes
| Liga Nacional de Básquet (10) - 1995-96 con Olimpia (Venado Tuerto). - 1998-99 con Atenas. - 2001-02 con Atenas - 2004-05 con Ben Hur. - 2006-07 con Boca Juniors. - 2008-09 con Atenas - 2009-10 con Peñarol. - 2010-11 con Peñarol. - 2011-12 con Peñarol. - 2013-14 con Peñarol. | Copas nacionales - Copa Argentina 2006 con Boca Juniors. - Copa Argentina 2008 con Atenas. - Copa Argentina 2010 con Peñarol. - Torneo Súper 8 2009 con Peñarol. - Torneo Súper 8 2011 con Peñarol. - Torneo Súper 8 2013 con Peñarol. |

Títulos internacionales
- Liga Sudamericana de Clubes 1996 con Olimpia (Venado Tuerto).
- Liga Sudamericana de Clubes 2006 con Ben Hur.
- Campeonato Sudamericano de Clubes Campeones 2006 con Boca Juniors.
- Liga de las Américas 2009-10 con Peñarol.
- Torneo InterLigas 2010 con Peñarol.
- Torneo InterLigas 2012 con Peñarol.

### Selección nacional
Debut: 14/06/99 en el Sudamericano de Bahía Blanca, Argentina
- 1999: Campeonato Sudamericano de Básquetbol, obtuvo el 2º puesto.
- 2001: Campeonato Sudamericano de Básquetbol, obtuvo el 1º puesto.
- 2001: Campeonato FIBA Américas, obtuvo el 1º puesto.
- 2002: Mundial de básquetbol, obtuvo el 2º puesto.
- 2003: Campeonato Sudamericano de Básquetbol, obtuvo el 2º puesto.
- 2003: Torneo de las Américas, obtuvo el 2º puesto.
- 2004: Campeonato Sudamericano de Básquetbol, obtuvo el 1º puesto.
- 2004: Juegos Olímpicos de Atenas, obtuvo la medalla dorada.
- 2005: Campeonato FIBA Américas, obtuvo el 2º puesto.
- 2005: Copa continental Stankovic, obtuvo el 2º puesto.
- 2006: Mundial de básquetbol, obtuvo el 4º puesto.
- 2007: Juegos Panamericanos de 2007, obtuvo el 4º puesto.
- 2007: Torneo de las Américas, obtuvo el 2º puesto.
- 2008: Juegos Olímpicos de Beijing, obtuvo la medalla de bronce .
- 2008: FIBA Diamond Ball, obtuvo el 1º puesto .
- 2009: Campeonato FIBA Américas, obtuvo el 3º puesto.
- 2010: Mundial de básquetbol, obtuvo el 5º puesto.
- 2011: Torneo de las Américas, obtuvo el 1º puesto.
- 2012: Campeonato Sudamericano de Básquetbol, obtuvo el 1º puesto.

Retiro: El 5 de julio de 2015 en un amistoso disputado contra el seleccionado de Uruguay en la ciudad de Mar del Plata.

## Premios individuales
- Jugador más Valioso de la fase regular de la LNB - 2004-05, 2005-06, 2007-08, 2009-10.
- Jugador más Valioso de las Finales de la LNB - 2004-05, 2006-07, 2009-10, 2010-11.
- Mejor Ala-Pívot de la LNB - 2004-05, 2005-06, 2007-08, 2009-10.
- Líder en triples convertidos de la LNB - 2007-08, 2009-10, 2010-11, 2011-12, 2012-13, 2013-14.
- Participante del Juego de las Estrellas de la LNB - 2000, 2001, 2004, 2005, 2006, 2007, 2008, 2009, 2010, 2011, 2012, 2013.
- Jugador más Valioso del Juego de las Estrellas de la LNB - 2006.
- Ganador del Torneo de Volcadas de la LNB - 1998.
- Jugador más Valioso del Torneo Súper 8 - 2009.
- Goleador del Torneo Súper 8 - 2009
- Máximo anotador en la Liga Nacional de Básquet - 2007-08
- Jugador más Valioso del Torneo Interligas de Básquet - 2010.
- Premio Konex - Diploma al Mérito 2010.[83]
- Récord LNB de más triples anotados en un partido con 15.
- Ganador del Torneo de Triples de la LNB - 2012.